# Andreas Thiele (Historiker)
Andreas Thiele (* 1939) ist ein deutscher Historiker, der als Lehrer an einem Gymnasium tätig war.

## Leben
Andreas Thiele wurde 1939 als Sohn eines Pfarrers geboren und wuchs in einem Dorf bei Meißen auf. Er besuchte die Oberschule in Meißen und legte sein Abitur im Jahr 1957 ab. Anschließend studierte er in Heidelberg Geschichte, Geographie und Slawistik. Nach dem Staatsexamen und Referendariat arbeitete er als Lehrer an einem Gymnasium.
Zwischen 1991 und 1996 verfasste Thiele die vierbändige Reihe Erzählende genealogische Stammtafeln zur europäischen Geschichte, die bis 2008 mehrfach neu aufgelegt wurde. Die ersten zwei Bände bestehen jeweils aus zwei Teilbänden. Die Stammtafeln zeigen die Genealogie der wichtigsten Europäischen Dynastien, wobei sich jeder Band einer bestimmten Region widmet. 

## Schriften
- Band I, Teilband 1, Erzählende genealogische Stammtafeln zur europäischen Geschichte. Deutsche Kaiser-, Königs-, Herzogs-, und Grafenhäuser. R.G. Fischer Verlag, Frankfurt 1991, ISBN 978-3-8301-1188-7
- Band I, Teilband 2, Erzählende genealogische Stammtafeln zur europäischen Geschichte. Deutsche Kaiser-, Königs-, Herzogs-, und Grafenhäuser. R.G. Fischer Verlag, Frankfurt 1991, ISBN 978-3-8301-0941-9
- Band II, Teilband 1, Erzählende genealogische Stammtafeln zur europäischen Geschichte. Europäische Kaiser-, Königs-, und Fürstenhäuser. Westeuropa. R.G. Fischer Verlag, Frankfurt 1994, ISBN 978-3-8301-0172-7
- Band II, Teilband 2, Erzählende genealogische Stammtafeln zur europäischen Geschichte. Europäische Kaiser-, Königs-, und Fürstenhäuser. Nord-, Ost- und Südeuropa. R.G. Fischer Verlag, Frankfurt 1994, ISBN 978-3-89501-603-5
- Band III, Erzählende genealogische Stammtafeln zur europäischen Geschichte. Europäische Kaiser-, Königs-, und Fürstenhäuser. Ergänzungsband. R.G. Fischer Verlag, Frankfurt 1994, ISBN 978-3-8301-0171-0
- Band IV, Erzählende genealogische Stammtafeln zur europäischen Geschichte. Die britische Peerage: ein Auszug. R.G. Fischer Verlag, Frankfurt 1996, ISBN 978-3-8301-1188-7